# Брамбилла, Витторио
Виттори́о Брамби́лла (итал. Vittorio Brambilla, 11 ноября 1937, Монца — 26 мая 2001, Кампарада ди Лесмо, Брианца) — итальянский автогонщик, участник чемпионата мира по автогонкам в классе Формула-1 с 1974 по 1980 год. За специфическое телосложение, а также рискованную и агрессивную манеру езды получил прозвище «Горилла из Монцы». Витторио Брамбилла умер 26 мая 2001 года в возрасте 63 лет от сердечного приступа.

## Гоночная карьера
Витторио Брамбилла начал свою карьеру как мотогонщик.

### Формула-1
Дебютировал в Формуле-1 в сезоне 1974 года при финансовой поддержке производителя инструментов Beta Tools. Свою единственную победу в Формуле-1 одержал в 1975 году на Гран-при Австрии в составе команды March-Ford. Данная гонка запомнилась тем, что итальянский гонщик, финишировав первым, победно вскинул руки и, потеряв контроль над автомобилем, врезался в ограждение. В 1978 году Витторио получил серьёзные травмы в завале на старте Гран-при Италии и вынужден был на некоторое время прекратить участие в гонках Формулы-1. В 1980 году в возрасте 43 лет гонщик окончательно завершил карьеру в Формуле-1. В период с 1974 по 1980 год Витторио вышел на старт в 74 Гран-при. За семь лет выступлений в Формуле-1 за рулем March, Alfa Romeo и Surtees гонщик ни разу не поднялся выше 10 места в личном зачете.

## Результаты выступлений в Формуле-1
| Легенда к таблице |                                                                    |
| --- | ------------------------------------------------------------------ |
| В таблице перечислены результаты всех Гран-при Формулы-1, в которых принимал участие гонщик. Строками таблицы являются сезоны, столбцами — этапы чемпионата мира. В каждой клетке указаны сокращённое название этапа и результат, дополнительно обозначенный цветом. Расшифровка обозначений и цветов представлена в нижеследующей таблице. |                                                                    |
| \| Пример \| Описание \| \| ------------ \| ------------------------------------------------------------------ \| \| 1 \| Победитель \| \| 2 \| Второе место \| \| 3 \| Третье место \| \| 5 \| Финишировал, заработав очки \| \| Сход \| Не финишировал, но при этом заработал очки \| \| 12 \| Финишировал, не получив очков \| \| НКЛ \| Финишировал, но не попал в финальную классификацию \| \| 15 \| Участвовал вне зачёта, либо по отдельной классификации \| \| 18 \| Не финишировал, но попал в финальную классификацию \| \| Сход \| Не финишировал \| \| НКВ \| Не прошёл квалификацию \| \| НПКВ \| Не прошёл предквалификацию \| \| ДСК \| Дисквалифицирован \| \| ИСК \| Исключён из протокола соревнований \| \| ТТ \| Заявлен для участия только в тренировках \| \| НС \| Участвовал в квалификации, но не стартовал в гонке \| \| Т \| Травмирован или болен \| \| ОТК \| Отказ от участия \| \| НТР \| Прибыл на соревнования, но на трассу не выезжал \| \| НПР \| Был заявлен в числе участников, но не прибыл к началу соревнований \| \| О \| Соревнования отменены \| \| \| Не участвовал \| \| Поул-позиция \| \| \| Быстрый круг \| \| |                                                                    |
| Пример | Описание                                                           |
| 1 | Победитель                                                         |
| 2 | Второе место                                                       |
| 3 | Третье место                                                       |
| 5 | Финишировал, заработав очки                                        |
| Сход | Не финишировал, но при этом заработал очки                         |
| 12 | Финишировал, не получив очков                                      |
| НКЛ | Финишировал, но не попал в финальную классификацию                 |
| 15 | Участвовал вне зачёта, либо по отдельной классификации             |
| 18 | Не финишировал, но попал в финальную классификацию                 |
| Сход | Не финишировал                                                     |
| НКВ | Не прошёл квалификацию                                             |
| НПКВ | Не прошёл предквалификацию                                         |
| ДСК | Дисквалифицирован                                                  |
| ИСК | Исключён из протокола соревнований                                 |
| ТТ | Заявлен для участия только в тренировках                           |
| НС | Участвовал в квалификации, но не стартовал в гонке                 |
| Т | Травмирован или болен                                              |
| ОТК | Отказ от участия                                                   |
| НТР | Прибыл на соревнования, но на трассу не выезжал                    |
| НПР | Был заявлен в числе участников, но не прибыл к началу соревнований |
| О | Соревнования отменены                                              |
| | Не участвовал                                                      |
| Поул-позиция |                                                                    |
| Быстрый круг |                                                                    |

| Сезон | Команда    | Шасси | Двигатель          | Ш | 1        | 2        | 3        | 4        | 5        | 6        | 7        | 8        | 9        | 10       | 11       | 12       | 13       | 14       | 15       | 16       | 17    | Место | Очки |
| ----- | ---------- | ----- | ------------------ | - | -------- | -------- | -------- | -------- | -------- | -------- | -------- | -------- | -------- | -------- | -------- | -------- | -------- | -------- | -------- | -------- | ----- | ----- | ---- |
| 1974  | March      | 741   | Cosworth V8        | G | АРГ      | БРА      | ЮАР 10   | ИСП НС   | БЕЛ 9    | МОН Сход | ШВЕ 10   | НИД 10   | ФРА 11   | ВЕЛ Сход | ГЕР 13   | АВТ 6    | ИТА Сход | КАН НС   | США Сход |          |       | 18    | 1    |
| 1975  | March      | 741   | Cosworth V8        | G | АРГ 9    | БРА Сход |          |          |          |          |          |          |          |          |          |          |          |          |          |          |       | 11    | 6,5  |
| 1975  | March      | 751   | Cosworth V8        | G |          |          | ЮАР Сход | ИСП 5*   | МОН Сход | БЕЛ Сход | ШВЕ Сход | НИД Сход | ФРА Сход | ВЕЛ 6    | ГЕР Сход | АВТ 1*   | ИТА Сход | США 7    |          |          |       | 11    | 6,5  |
| 1976  | March      | 761   | Cosworth V8        | G | БРА Сход | ЮАР 8    | СШЗ Сход | ИСП Сход | БЕЛ Сход | МОН Сход | ШВЕ 10   | ФРА Сход | ВЕЛ Сход | ГЕР Сход | АВТ Сход | НИД 6    | ИТА 7    | КАН 14   | США Сход | ЯПО Сход |       | 19    | 1    |
| 1977  | Surtees    | TS19  | Cosworth V8        | G | АРГ 7    | БРА Сход | ЮАР 7    | СШЗ Сход | ИСП Сход | МОН 8    | БЕЛ 4    | ШВЕ Сход | ФРА 13   | ВЕЛ 8    | ГЕР 5    | АВТ 15   | НИД 12   | ИТА Сход | США 19   | КАН 6    | ЯПО 8 | 16    | 6    |
| 1978  | Surtees    | TS19  | Cosworth V8        | G | АРГ 18   | БРА НКВ  | ЮАР 12   | СШЗ Сход |          |          |          |          |          |          |          |          |          |          |          |          |       | 19    | 1    |
| 1978  | Surtees    | TS20  | Cosworth V8        | G |          |          |          |          | МОН НКВ  | БЕЛ 13   | ИСП 7    | ШВЕ Сход | ФРА 17   | ВЕЛ 9    | ГЕР Сход | АВТ 6    | НИД ДСК  | ИТА Сход | США Т    | КАН Т    |       | 19    | 1    |
| 1979  | Autodelta  | 177   | Alfa Romeo Flat-12 | G | АРГ      | БРА      | ЮАР      | СШЗ      | ИСП      | БЕЛ      | МОН      | ФРА      | ВЕЛ      | ГЕР      | АВТ      | НИД      | ИТА 12   |          |          |          |       | -     | 0    |
| 1979  | Autodelta  | 179   | Alfa Romeo Flat-12 | G |          |          |          |          |          |          |          |          |          |          |          |          |          | КАН Сход | США НКВ  |          |       | -     | 0    |
| 1980  | Alfa Romeo | 179   | Alfa Romeo V12     | G | АРГ      | БРА      | ЮАР      | СШЗ      | БЕЛ      | МОН      | ФРА      | ВЕЛ      | ГЕР      | АВТ      | НИД Сход | ИТА Сход | КАН      | США      |          |          |       | -     | 0    |

* Половина очков за неполную гонку